# Shanxi Coking Coal Group
Shanxi Coking Coal Group Company Limited (山西焦煤集团有限责任公司) — китайская государственная угледобывающая и энергетическая компания, входит в число крупнейших компаний страны и мира. Основана в 2001 году путём объединения ряда региональных компаний. Контрольный пакет акций Shanxi Coking Coal Group принадлежит Комитету по контролю и управлению государственным имуществом провинции Шаньси (SASAC of Shanxi).
Штаб-квартира Shanxi Coking Coal Group базируется в городе Тайюань, основные шахты, заводы и электростанции расположены в городах Тайюань, Линьфэнь, Юньчэн и Чанчжи. Shanxi Coking Coal Group является крупнейшим в Китае производителем коксующегося угля, также предприятия группы производят электроэнергию, шахтное оборудование и строительные материалы, проектируют и строят шахты, занимаются логистикой, торговлей и финансовыми услугами.

## История
В 1996 году компания Shanxi Coking Company вышла на Шанхайскую фондовую биржу. В 2000 году компания Xishan Coal and Electricity Power вышла на Шэньчжэньскую фондовую биржу. В 2001 году компании Xishan Coal Electricity Group (включая Xishan Coal and Electricity Power), Fenxi Mining Industry Group и Huozhou Coal Electricity Group объединились в Shanxi Coking Coal Group, в 2004 году в группу также вошла Shanxi Coking Group (включая Shanxi Coking Company). 
В 2011 году Shanxi Coking Coal Group вошла в число семи крупнейших китайских горнодобывающих компаний, мощности которых превышали 100 млн тонн угля в год. В 2012 году к Shanxi Coking Coal Group присоединилась химическая компания Yuncheng Salt Group, в 2013 году — углехимическая компания Shanxi Coke Group. В 2015 году предприятия Shanxi Coking Coal Group произвели 105,35 млн тонн угля, 9,62 млн тонн кокса и 13 млрд киловатт-часов электроэнергии.
По состоянию на 2016 год в состав группы входило 25 дочерних компаний, 100 шахт мощностью 174 млн тонн сырого угля в год, 28 обогатительных фабрик мощностью 126 млн тонн угля в год, пять коксохимических комбинатов мощностью 11,8 млн тонн в год и десять угольных теплоэлектростанций мощностью 3,468 мегаватт. В 2016 году Shanxi Coking Coal Group добыла 91,5 млн тонн угля и 43,1 млн тонн коксующегося угля, продажи составили 169 млрд юаней (24,6 млрд долл.), а прибыль — 7,9 млрд юаней.   
По состоянию на 2020 год выручка Shanxi Coking Coal Group составляла почти 26,2 млрд долл., прибыль — 211 млн долл., активы — более 48,7 млрд долл., рыночная стоимость — 6,16 млрд долл., в компании работало свыше 196 тыс. сотрудников.

## Дочерние компании
- Fenxi Mining Industry Group
- Huajin Coking Coal
  - Huajin Energy
- Shanxi Coking Group
- Xishan Coal Electricity Group
  - Xishan Coal and Electricity Power
  - Shanxi Coking Company[4][5]
- Huozhou Coal Electricity Group
- Shanxi Coke Group
- Yuncheng Salt Group
  - Nafine Chemical Industry Group